# Attert
Attert (en való Ater, en luxemburguès Atert) és un municipi belga de la província de Luxemburg a la regió valona. Forma part de la comarca de l'Arelerland i té la particularitat que els noms dels carreres són en francès i luxemburguès. És regat pel riu del mateix nom: l'Attert.

## Divisió
El municipi es divideix és el resultat de la fusió de cinc municipis que comprenen el veïnats:
- Attert : Grendel, Luxeroth, Post, Schadeck, Schockville
- Nobressart (Gehaanselchert) : Almeroth, Heinstert
- Nothomb (Noutem) : Parette, Rodenhoff
- Thiaumont (Diddebuerg) : Lischert
- Tontelange (Tontel): Metzert